# Balinac (Serbia)
Balinac (cyr. Балинац) – wieś w Serbii, w okręgu zajeczarskim, w gminie Knjaževac. W 2011 roku liczyła 19 mieszkańców.